# Прапор Калузької області
Прапор Калузької області є символом Калузької області. Прийнято 30 січня 2004 року.

## Опис
Прапор Калузької області являє собою прямокутне полотнище із трьох горизонтальних смуг: рівновеликих верхньої й нижньої смуг червоного й зеленого кольори відповідно й середньої — сріблистого кольору, що становить 1/6 його висоти. У центрі червоної смуги полотнища розміщається зображення золотої імператорської корони. Відношення ширини прапора до його довжини 2:3.